# Morskie ubranie ratunkowe

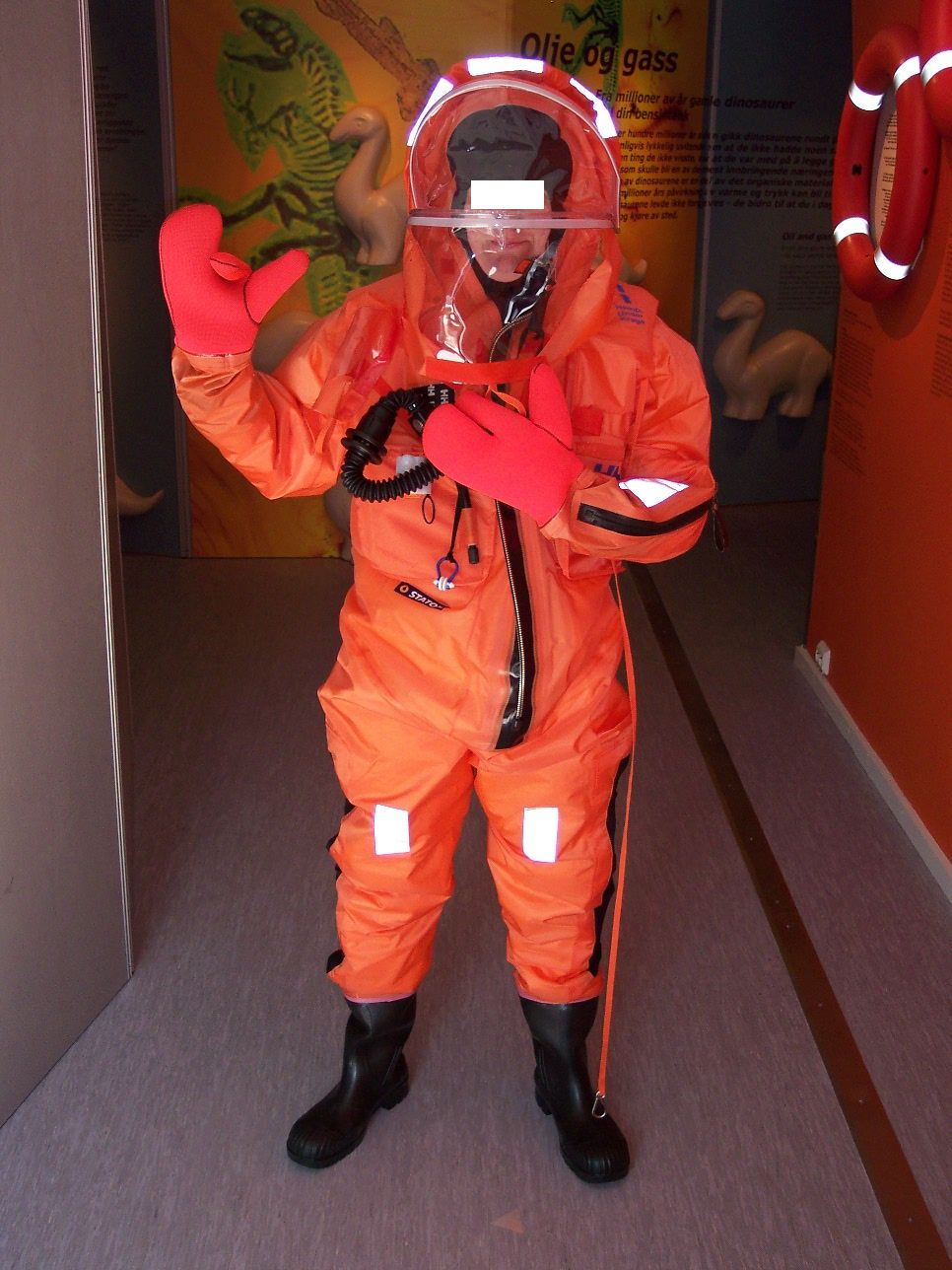
Morskie ubranie ratunkowe

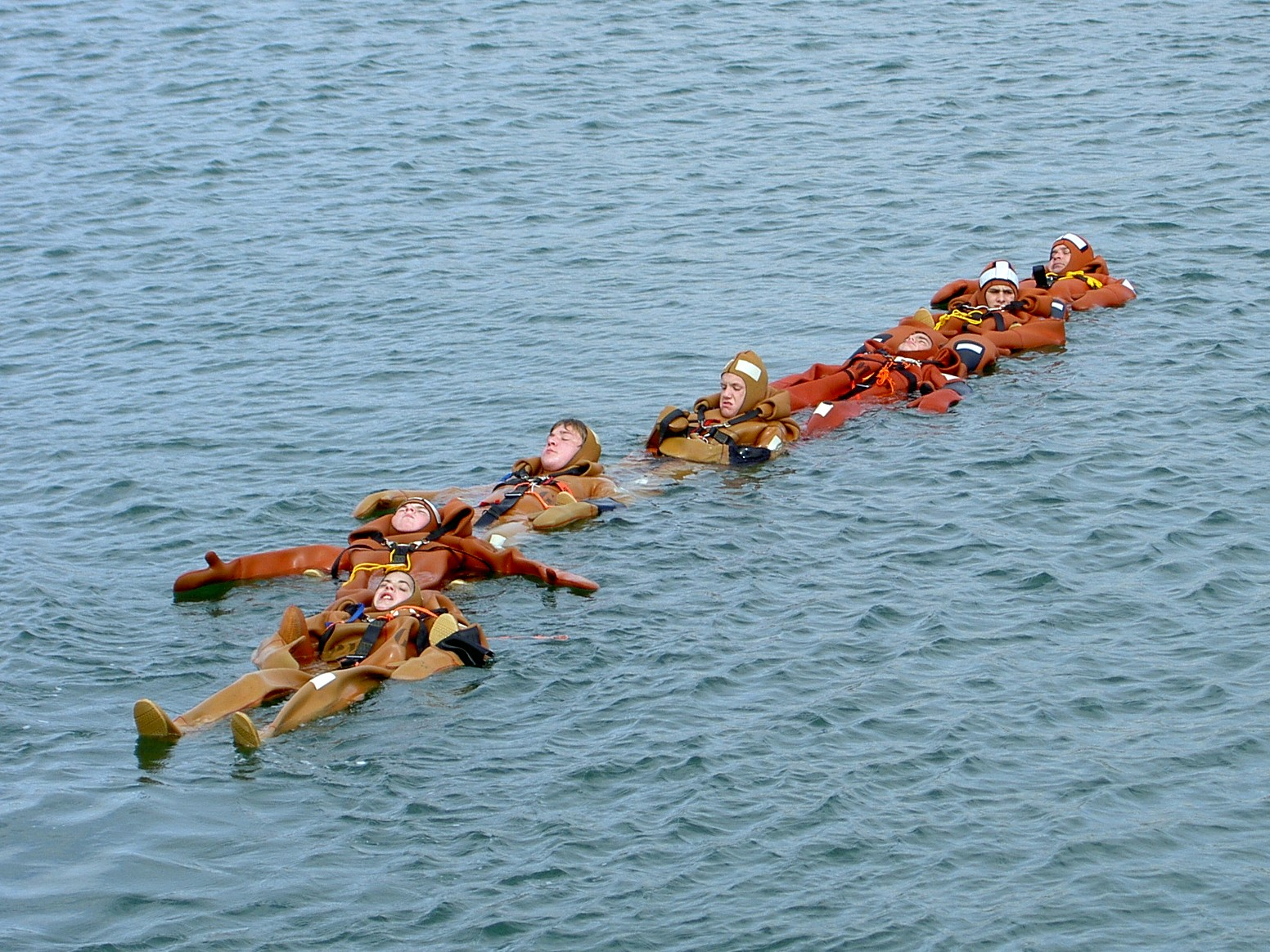
Grupa ubrana w ubrania ratunkowe w czasie treningu

Morskie ubranie ratunkowe – rodzaj kombinezonu, mający za zadanie zwiększenie szans na przeżycie osoby znajdującej się w zimnej wodzie przez zapobieganie hipotermii i zapewnienie pływalności.

## Budowa
Obecnie spotyka się dwa rodzaje ubrań ratunkowych. Jedne są wykonane z porowatego neoprenu o zamkniętych porach, inne z kilku warstw materiałów o różnych właściwościach, zapewniających nieprzemakalność i izolację cieplną.
Kombinezony okrywają szczelnie całe ciało z wyjątkiem twarzy. Zamykane są na wodoszczelny zamek błyskawiczny. Przewidziane do zakładania na normalne ubranie, wyposażone są w duże buty, umożliwiające założenie ubrania na zwykłe buty oraz zestaw wewnętrznych  i zewnętrznych taśm, umożliwiających dostosowanie wielkości kombinezonu.
Ponieważ zakłada się, że osoby ubrane w ubrania ratunkowe muszą mieć możliwość wykonywania czynności niezbędnych w ich sytuacji (obsługa łodzi ratunkowej, zejście po drabinie, wejście do tratwy ratunkowej itp.), dłonie nie mogą być okryte grubymi rękawicami. W niektórych modelach pozostawiono dłonie odkryte, zapewniając wodoszczelność przy pomocy obcisłych mankietów. Inne modele mają integralne rękawice z grubej gumy, umożliwiające chwyt i zapewniające pewną ochronę przed zimnem. Ubrania przeznaczone do użycia w najgorszych warunkach mają dłonie osłonięte cienkimi rękawicami, na które można naciągnąć dodatkowe rękawice, o dużej izolacyjności, przyczepione na stałe do nadgarstków.

## Wyposażenie
W zależności od tego, czy mają służyć jako samodzielny środek ratunkowy, czy też muszą być używane wraz z pasem ratunkowym oraz od wymagań towarzystwa klasyfikacyjnego, morskie ubrania ratunkowe wyposażone mogą być w gwizdek ratunkowy, światło wskazujące pozycję, dodatkową komorę pływalnościową, nadającą odpowiednie położenie w wodzie, linkę do połączenia z innymi rozbitkami lub z łodzią ratunkową, uprząż do podnoszenia rozbitka z wody.

## Wymagania
Morskie ubrania ratunkowe powinny zapewniać:
- możliwość rozpakowania i założenia samodzielnie w czasie nie dłuższym niż 2 minuty,
- możliwość wykonania normalnych czynności przy opuszczaniu statku,
- możliwość zejścia po sztormtrapie,
- możliwość bezpiecznego skoku do wody z wysokości 4,5 m,
- temperatura ciała osoby ubranej w kombinezon nie powinna obniżyć się więcej niż o 2 °C, przy zanurzeniu w wodzie o temperaturze  0-2 °C w ciągu 6 godzin[1].